# Carolina Dieckmann

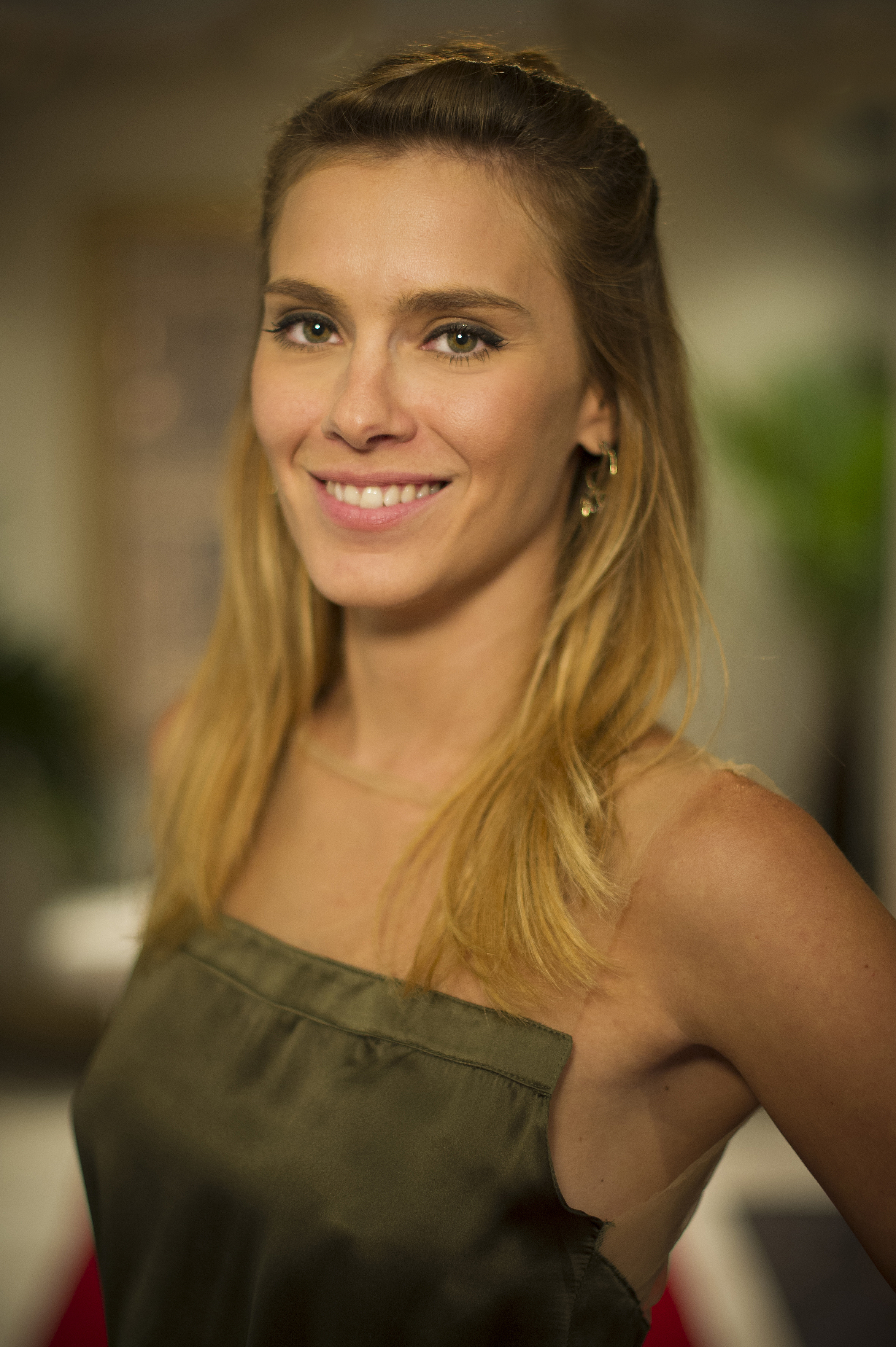
Carolina Dieckmann

Carolina Dieckmann Worcman (sinh ngày 16 tháng 9 năm 1978) là một nữ diễn viên người Brazil. Cô đã diễn xuất trong các vở kịch xà phòng từ năm 1992. Một bài báo năm 2004 trên tờ Women Wear Daily đã mô tả Dieckmann là một trong những "nữ diễn viên tăng trưởng nhanh nhất" ở Brazil.
Carolina Dieckmann đóng vai một người mắc bệnh bạch cầu ở telenovela Laços de Família; để đáp lại 23.000 người tình nguyện hiến tủy sau khi telenovela lên sóng.

## Cuộc sống cá nhân
Dieckmann sinh ra ở Rio de Janeiro, Brazil. Cô ấy là người gốc Đức.

## Sự kiện
Năm 2012, chính phủ Brazil đã phê duyệt hai dự luật tội phạm mạng cùng một lúc. Một trong số chúng được đặt tên là "Lei Dieckmann", có nghĩa là "Luật Dieckmann", sau khi luật này có sức hút lớn từ một vụ việc mà những bức ảnh khỏa thân của cô bị lộ vào đầu năm đó.